# Smilosuchus
Smilosuchus is een geslacht van uitgestorven op een krokodil lijkende reptielen behorend tot de Phytosauria. Dit dier leefde tijdens het Trias. Fossielen ervan zijn gevonden in het Petrified Forest in Arizona (Verenigde Staten).
Smilosuchus kon een lengte van twaalf meter bereiken; het was een bewoner van rivieren en meren. Vissen en kleinere amfibieën en reptielen vormden de prooi van Smilosuchus. Benige platen beschermden het lichaam en de staart. Smilosuchus behoorde tot het brachyrostrale type phytosauriërs, wat inhield dat Smilosuchus een brede snuit had met krachtige kaken en grote, scherpe tanden.